# Vyborský záliv
Vyborský záliv (rusky: Выборгский залив, finsky: Viipurinlahti) je hluboký záliv rozkládající se v blízkosti severovýchodní části Finského zálivu v Baltském moři. Na konci Vyborského zálivu se nachází město Vyborg. Záliv je spojen průplavem Saimaa s jezerem Saimaa.